# Linda (Frauenzeitschrift)
LINDA. (Eigenschreibweise inklusive Punkt) ist eine niederländische Frauenzeitschrift, welche seit Herbst 2003 unter gestalterischer Leitung der Showmasterin und Schauspielerin Linda de Mol herausgegeben wird. Das Magazin erreicht im Durchschnitt jährlich eine Auflage von 200.000 verkauften Exemplaren.

## Herausgeber
LINDA. wird ebenso wie die Schwesterblätter LINDA.meiden (etwa: Junge Frauen), LINDA.man (Männermagazin), LINDA.wonen (Wohnen) und L’HOMO (Magazin für die schwule Community, bzw. LGBT) von Mood for Magazines herausgegeben, einem Tochterunternehmen von Talpa Network, dem Medienkonzern von Linda de Mols Bruder John de Mol. Mood for Magazines hat 53 Beschäftigte und erzielt einen Umsatz von 27 Millionen Euro. (Stand 2018)

## Geschichte
LINDA. wurde 2004 als 'Tijdschrift van het Jaar' (Zeitschrift des Jahres) gekürt und erhielt hierfür den Mercurprijs.
2007 wurde die Domain linda.nl von einem Anbieter pornografischer Inhalte und Suchmaschinen registriert und konnte von Samona 2017 übernommen werden. Bis dahin erschien der Onlineauftritt von LINDA. unter der Adresse lindamagazine.nl.
2010 machte das Magazin Schlagzeilen, als es einen Callboy als Abo-Prämie verloste. De Mol wurde daraufhin als „Zuhälterin“ beschimpft und ihr wurde Menschenhandel vorgeworfen. Ebenfalls war sie leicht bekleidet auf dem Titelbild des Magazins zu sehen.
Im November 2012 erschien die 100. Ausgabe von LINDA.
Im März 2019 veräußerte der Medienkonzern Sanoma seine 86 %ige Beteiligung an Mood for Magazines für 40 Millionen Euro an Talpa Network
Am 19. Januar 2022 kündigte die Redaktion der LINDA. an, das ursprüngliche Thema Gelukkig gescheiden (Glücklich geschieden) der Frühjahrsausgabe nicht zu veröffentlichen. Der Grund waren die Beschuldigungen sexueller Übergriffe an den Bandleader der Sendung The Voice of Holland, welcher bis dahin mit de Mol verheiratet war. Durch die aktuelle, sogleich eingereichte Scheidung de Mols erschien ein solches Heft unpassend. Bis zu diesem Zeitpunkt war auf fast jedem Titelbild Linda de Mol zu sehen, gekleidet im Stile des Themas der jeweiligen Ausgabe. Auch das geschieht seit dem Skandal weniger oft.

## Auflage
folgend den Erhebungen von Het Oplage Instituut (ab 2015 Nationaal Onderzoek Multimedia).
- 2010: 168.092
- 2011: 189.321
- 2012: 198.979
- 2013: 201.198
- 2014: 221.077
- 2016: 233.466
- 2017: 231.100
- 2018: 223.145
- 2019: 211.782
- 2020: 199.154
- 2021: 175.312

## Sonderausgaben
- L’HOMO.
- LINDA.mode
- LINDA.meiden
- LINDA.wonen
- LINDA.man
- TAART. (zum 90. Jubiläum der Warenhauskette HEMA)